# تپه چک شه کرم
تپه چک شه کرم مربوط به عصر مس است و در شهرستان سلسله، بخش فیروزآباد، دهستان فیروزآباد، ۱۷۰ متری جنوب شرقی روستای ده حسنعلی واقع شده و این اثر در تاریخ ۲۲ اسفند ۱۳۸۵ با شمارهٔ ثبت ۱۸۲۳۸ به‌عنوان یکی از آثار ملی ایران به ثبت رسیده است.